# 朱静
朱静（1938年10月10日—），中国材料科学家。

## 生平
原籍浙江杭州，生于上海。1962年毕业于复旦大学物理系。清华大学教授，中国科学院院士，世界科學院院士，是中國電子顯微鏡研究領域的先驅者之一。现任北京电子显微镜中心主任、中国钢研科技集团公司双聘院士。兼任中国材料学会荣誉理事、中国电子显微镜学会常务理事。曾任材料科學與工程研究院院長等職。